# Терциньо
Терциньо (итал. Terzigno) — город в Италии, располагается в регионе Кампания, в провинции Неаполь.
Население составляет 16 977 человек (на 2004 г.), плотность населения составляет 688 чел./км². Занимает площадь 23 км². Почтовый индекс — 80040. Телефонный код — 081.
Покровительницей коммуны почитается почитается Пресвятая Богородица (Immacolata Concezione). Праздник ежегодно празднуется 8 декабря.
Соседние коммуны: Боскореале, Боскотреказе, Оттавиано, Поджомарино, Сан-Джузеппе-Везувиано.